# Stictophaula quadridens
Stictophaula quadridens är en insektsart som beskrevs av Morgan Hebard 1922. Stictophaula quadridens ingår i släktet Stictophaula och familjen vårtbitare. Inga underarter finns listade i Catalogue of Life.